# Bisdom Peoria
Het bisdom Peoria (Latijn: Dioecesis Peoriensis) is een rooms-katholiek bisdom met als zetel Peoria, in de Amerikaanse staat Illinois. Het bisdom is suffragaan aan het aartsbisdom Chicago. 

## Geschiedenis
Het bisdom werd opgericht op 12 februari 1875, uit delen van het bisdom Chicago, en was suffragaan aan het aartsbisdom Saint Louis. Op 10 september 1880 veranderde het van kerkprovincie en werd suffragaan aan het nieuw verheven aartsbisdom Chicago. Op 11 december 1948 verloor het gebied bij de oprichting van het bisdom Joliet in Illinois. 

## Parochies
Het bisdom had in 2021 een oppervlakte van 43.856 km2 en telde 1.959.700 inwoners waarvan 9,9% rooms-katholiek was.

## Bisschoppen
- Michael J. Hurley (12 februari 1875 - niet in bezit genomen)
- John Lancaster Spalding (19 december 1876 - 14 oktober 1908)
  - Peter Joseph O’Reilly (hulpbisschop: 3 juli 1900 - 16 december 1923)
- Edmund Michael Dunne (30 juni 1909 - 17 oktober 1929)
- Joseph Henry Leo Schlarman (16 april 1930 - 10 november 1951; aartsbisschop op persoonlijke titel sinds 27 juni 1951)
- William Edward Cousins (19 mei 1952 - 18 december 1958)
- John Baptist Franz (8 augustus 1959 - 24 mei 1971)
- Edward William O’Rourke (24 mei 1971 - 22 januari 1990)
- John Joseph Myers (23 januari 1990 - 24 juli 2001; coadjutor sinds 7 juli 1987)
- Daniel Robert Jenky (12 februari 2002 - 3 maart 2022)
- Louis Tylka (3 maart 2022 - heden; coadjutor sinds 11 mei 2020)

## Galerij van afbeeldingen

Wapen van het bisdom
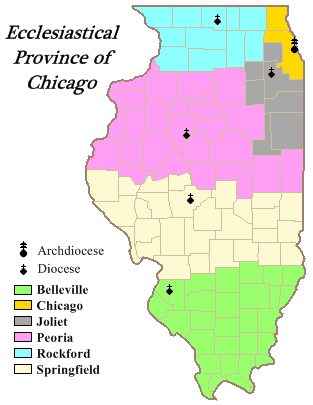
Kerkprovincie met aartsbisdom en suffragane bisdommen
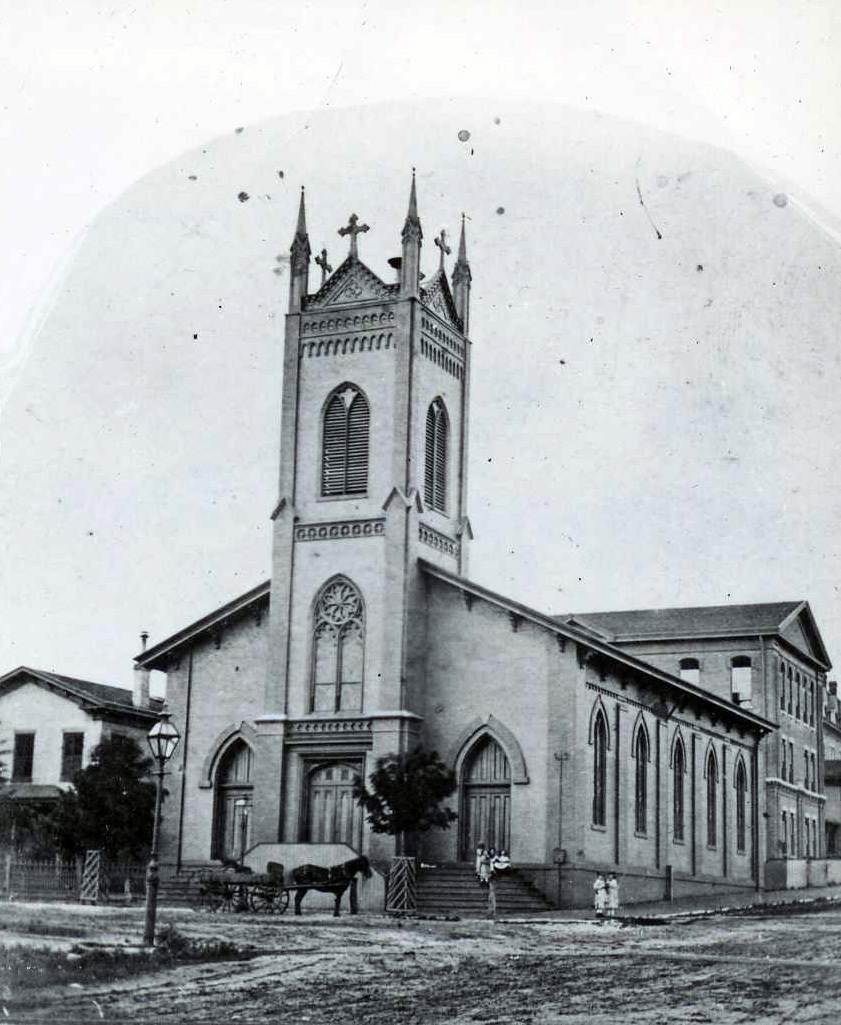
De eerste Saint Mary Cathedral was tot 1889 de kathedraal van het bisdom
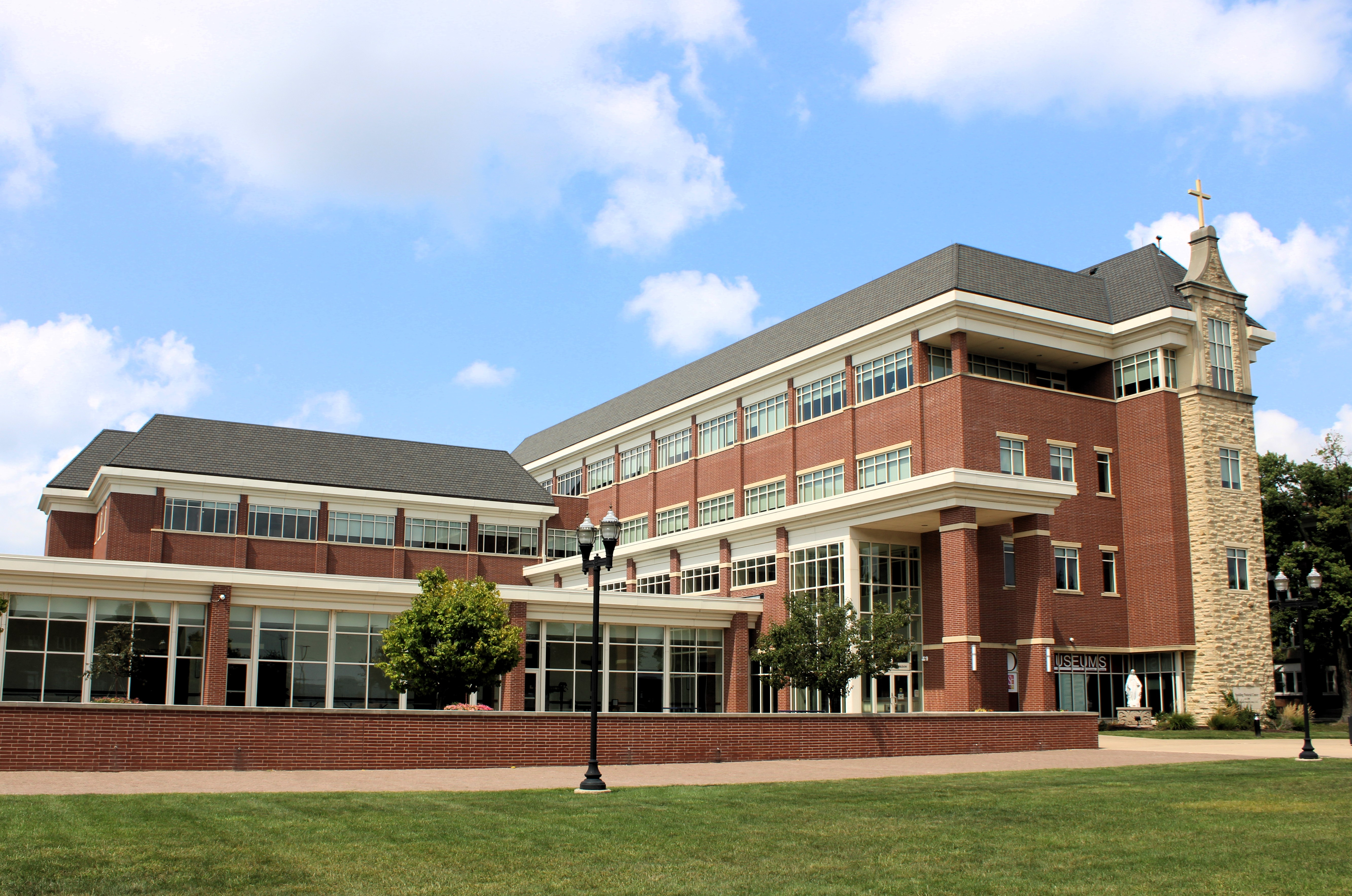
Spalding Pastoral Center in Peoria
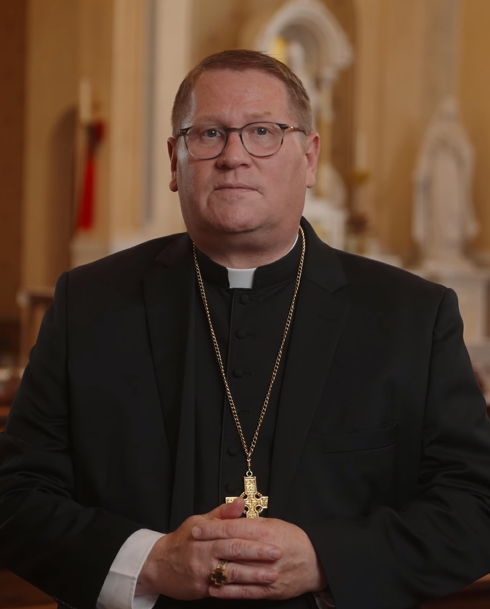
Bisschop Louis Tylka (2022-heden)

Chicago (aartsbisdom) · Belleville · Joliet in Illinois · Peoria · Rockford · Springfield in Illinois